# Plailly
Plailly (/plaˈji/) è un comune francese di 1 708 abitanti situato nel dipartimento dell'Oise della regione dell'Alta Francia. Vi si trova il parco dei divertimenti Parc Astérix.

## Società

### Evoluzione demografica
Abitanti censiti